# Ignacio Zaragoza (Hidalgo)
Ignacio Zaragoza es una localidad de México, localizada en el municipio de Metepec en el estado de Hidalgo.

## Geografía
Se encuentra en la región geográfica del Valle de Tulancingo; a la localidad le corresponden las coordenadas geográficas 20° 15’ 37.813” de latitud norte y 98° 20’ 36.041” de longitud oeste, con una altitud de 2143 m s. n. m. Cuenta con un clima templado subhúmedo con lluvias en verano, de humedad media.
En cuanto a fisiografía se encuentra en la provincia de la Sierra Madre Oriental, dentro de la subprovincia del Carso Huasteco; su terreno es de llanura. En lo que respecta a la hidrografía se encuentra posicionado en la región del Pánuco, dentro de la cuenca el río Moctezuma, y en la subcuenca del río Metztitlán.

## Demografía
En 2010 registró una población de 468 personas, lo que corresponde al 3.58 % de la población municipal. De los cuales 217 son hombres y 251 son mujeres.
| Gráfica de evolución demográfica de Ignacio Zaragoza entre 1990 y 2020 |
|                                                                        |
| Población registrada por los censos y conteos del INEGI.               |